# Thompson (Connecticut)
Thompson es un pueblo ubicado en el condado de Windham en el estado estadounidense de Connecticut. En el año 2005 tenía una población de 9.345 habitantes y una densidad poblacional de 77 personas por km².

## Geografía
Thompson se encuentra ubicada en las coordenadas 41°59′04″N 71°52′40″O / 41.98444, -71.87778.

## Demografía
Según la Oficina del Censo en 2000 los ingresos medios por hogar en la localidad eran de $46,065, y los ingresos medios por familia eran $53,088. Los hombres tenían unos ingresos medios de $38,949 frente a los $26,504 para las mujeres. La renta per cápita para la localidad era de $21,003. Alrededor del 5.4% de la población estaban por debajo del umbral de pobreza.